# Social marknadsekonomi
Social marknadsekonomi (tyska: Soziale Marktwirtschaft) är en social form och ekonomisk doktrin utvecklad i Västtyskland efter andra världskriget. I en social marknadsekonomi fungerar marknaden fritt, men staten kontrollerar ekonomin, t.ex. jämna ut konjunktursvängningar och tar hand om socialförsäkringen. Den sociala marknadsekonomin syftar till att ta hänsyn till människor. Müller-Armack presenterade den sociala marknadsekonomin som en tredje väg mellan laissez-faire liberalism och en planekonomi.
Termen användes första gången av Alfred Müller-Armack, professor i ekonomi och kultursociologi, 1947 och introducerades och gavs substans av Ludwig Erhard, kristdemokraternas (CDU) finansminister under Konrad Adenauer (1949–1963) och senare kansler – 1963–1966).
"En starkt konkurrenskraftig social marknadsekonomi som respekterar de grundläggande rättigheterna" är ett av Europeiska unionens huvudmål som nämns i Lissabonfördraget.

## Historia
Grunden för den sociala marknadsekonomin ligger i den tyska grenen av nyliberalismen som kallas ordoliberalism . Prefixet Ordo syftar på det tyska ordet "Ordnung", ordning. Ordoliberalismen utvecklades i slutet av 1920-talet av ekonomer och rättsvetare grupperade kring Walter Eucken och Franz Böhm, den s.k. Inom Freiburg skoldistrikt. Ordoliberalismen bröt sig loss från föreställningen om 1800-talets liberalism att social ordning är resultatet av individuell frihet. I stället måste staten bygga upp och upprätthålla ett rättsligt styrelsesystem som representerade ekonomins inneboende ordning (latin ōrdō). Det krävdes en stark stat som skulle agera över politiska och sociala tvister. Statens roll kallades "liberal interventionism ". Framväxten av ordoliberalism har tolkats som ett svar på den ekonomiska, sociala och konstitutionella krisen i Weimarrepubliken.

### Social marknadsekonomi i arbetarrörelsen
Med början i slutet av 1800-talet ifrågasatte revisionister som Eduard Bernstein Karl Marx idéer om revolutionens nödvändighet som ett villkor för att förbättra arbetarklassens villkor (revision = omprövning). Ekonomins realiteter måste beaktas, och trots förutsägelserna var kapitalismen inte på väg att förstöras.
Enligt Bernstein kan det sociala målet aldrig uppnås en gång för alla. I stället för revolution var det viktigare för arbetarklassen att genomföra gradvisa sociala och samhälleliga reformer som var anpassade till det rådande samhällssystemet (reformism).
I dag anser socialdemokrater som stöder den sociala marknadsekonomin att en helt fri marknadsekonomi leder till ett antisocialt och ojämlikt samhälle. För att uppnå en mer social marknadsekonomi är det upp till den offentliga sektorn att vägleda, komplettera och socialisera marknadsekonomin. Välfärdsstaten måste bland annat garantera tillräckliga investeringar i utbildning, socialförsäkringar och socialt skydd i utsatta skeden av livet, t.ex. ålderdom, funktionshinder, arbetslöshet och sjukdom. På samma sätt måste samhället använda offentliga medel för att tillhandahålla hälso- och välfärdstjänster. Resultatet är ett mer socialt ekonomiskt system och en mer social inkomstfördelning än en fri marknadsekonomi.
Genom att styra marknaderna kan ekonomiska val ta hänsyn inte bara till den privata marginalnyttan utan också till den totala nyttan för samhället. Marknaderna kan användas för att ge ett högre värde åt produktionen av kollektiva nyttigheter som främjar social rättvisa och för att förhindra att produktionsfaktorer som arbetskraft och natur utnyttjas för lite. Ett "socialdemokratiskt välfärdssamhälle" som tillämpar en social marknadsekonomi kombinerar ekonomisk tillväxt och sysselsättningsmål med arbetarrörelsens traditionella sociala mål, t.ex. högt skydd på arbetsmarknaden, omfattande välfärdstjänster och en hög grad av social solidaritet. 